# Пенапиједимонте
Пенапиједимонте (итал. Pennapiedimonte) је насеље у Италији у округу Кјети, региону Абруцо.
Према процени из 2011. у насељу је живело 350 становника. Насеље се налази на надморској висини од 670 м.

## Становништво
Према резултатима пописа становништва 2011. у општини је живело 515 становника.
| 1931. | 1936. | 1951. | 1961. | 1971. | 1981. | 1991. | 2001. | 2011. |
| ----- | ----- | ----- | ----- | ----- | ----- | ----- | ----- | ----- |
| 1.385 | 1.444 | 1.442 | 1.123 | 893   | 755   | 669   | 556   | 515   |